# Egor Filipenko
Egor Filipenko (Minsk, 10 de abril de 1988) é um futebolista bielo-russo que atua como zagueiro. Ele joga atualmente no FC Spartak Moscovo depois de ser emprestado ao FC Tom Tomsk. Já atuou pela seleção sub-21 da Bielorrússia.